# 西政幸
西 政幸（にし まさゆき、1964年1月25日 - ）は、旭化成陸上部所属の元陸上競技選手、元監督。鹿児島県出水市（旧出水郡野田町）出身。出水学園高等学校卒。1987年にローマで開催された世界陸上競技選手権大会のマラソン日本代表。2017年元日のニューイヤー駅伝では監督としてチームを18年ぶりの優勝に導き、4連覇を達成後、結果を残すも監督の座を下された。

## 略歴
- 1982年、旭化成工業入社。旭化成陸上部入部。
- 1987年、世界陸上ローマにマラソン日本代表として出場。
- 1996年、現役引退。コーチ就任。
- 2014年、4月1日付で監督就任。時同じくして次男の西純平が旭化成陸上部に選手として入部した。

## 主な成績･自己ベスト
- 1986年北京国際マラソン :2時間11分51秒(6位)
- 1987年世界陸上競技選手権大会(マラソン) :2時間20分51秒(22位)
- 1988年北海道マラソン :2時間17分11秒(優勝)
- 1993年延岡西日本マラソン :2時間17分01秒(優勝)

- 5000m :13分40秒51
- 10000m ：28分19秒09
- マラソン：2時間11分51秒[2]